# Victor Graeff
Victor Graeff es un municipio brasileño del estado de Rio Grande do Sul.
Se encuentra ubicado a una latitud de 28º33'37" Sur y una longitud de 52º44'54" Oeste, estando a una altitud de 411 metros sobre el nivel del mar. Su población estimada para el año 2004 era de 3.315 habitantes.
Ocupa una superficie de 267,32 km².
- Datos: Q1185250
- Multimedia: Victor Graeff / Q1185250